# 韋恩斯維爾鎮區 (伊利諾伊州德威特縣)
韋恩斯維爾鎮區（英語：Waynesville Township）是位於美國伊利諾伊州德威特縣的一個行政鎮區。

## 地方資料
根據2010年美國人口普查的數據，韋恩斯維爾鎮區的面積為63.20平方千米，當中陸地面積為63.20平方千米，而水域面積為0.00平方千米。當地共有人口713人，而人口密度為每平方千米11.28人。